# Dorstenia fischeri
Dorstenia fischeri är en mullbärsväxtart som beskrevs av Bur.. Dorstenia fischeri ingår i släktet Dorstenia och familjen mullbärsväxter. Inga underarter finns listade i Catalogue of Life.